# ثايدون بويس (محطة مترو أنفاق لندن)
ثايدون بويس (بالإنجليزية: Theydon Bois)‏ هي إحدى محطات مترو أنفاق لندن. تقع على خط سينترال افتتحت في المنطقة (Zone) رقم 6 افتتحت في 24 أبريل 1865، 25 سبتمبر 1949.

## معرض صور

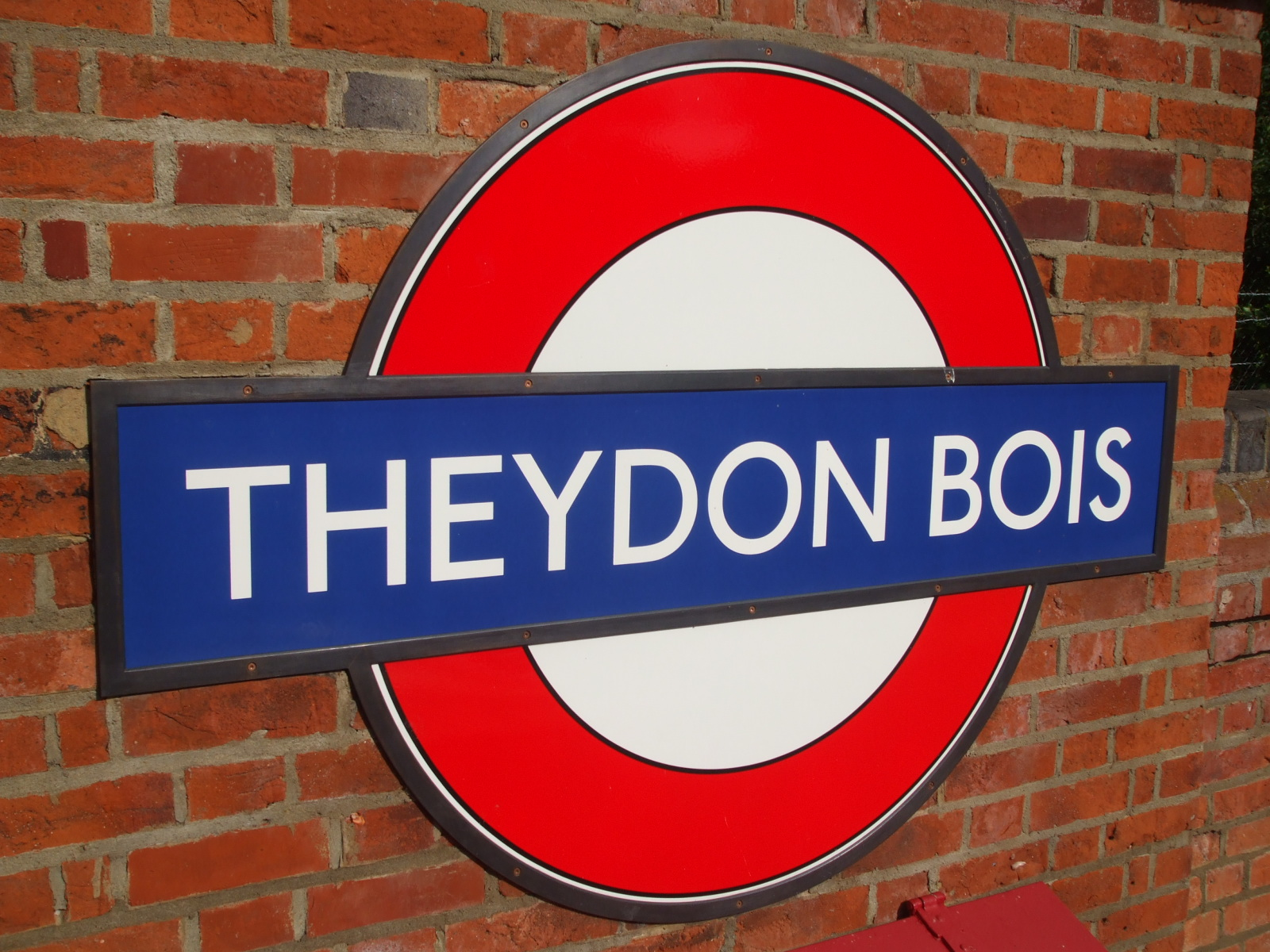
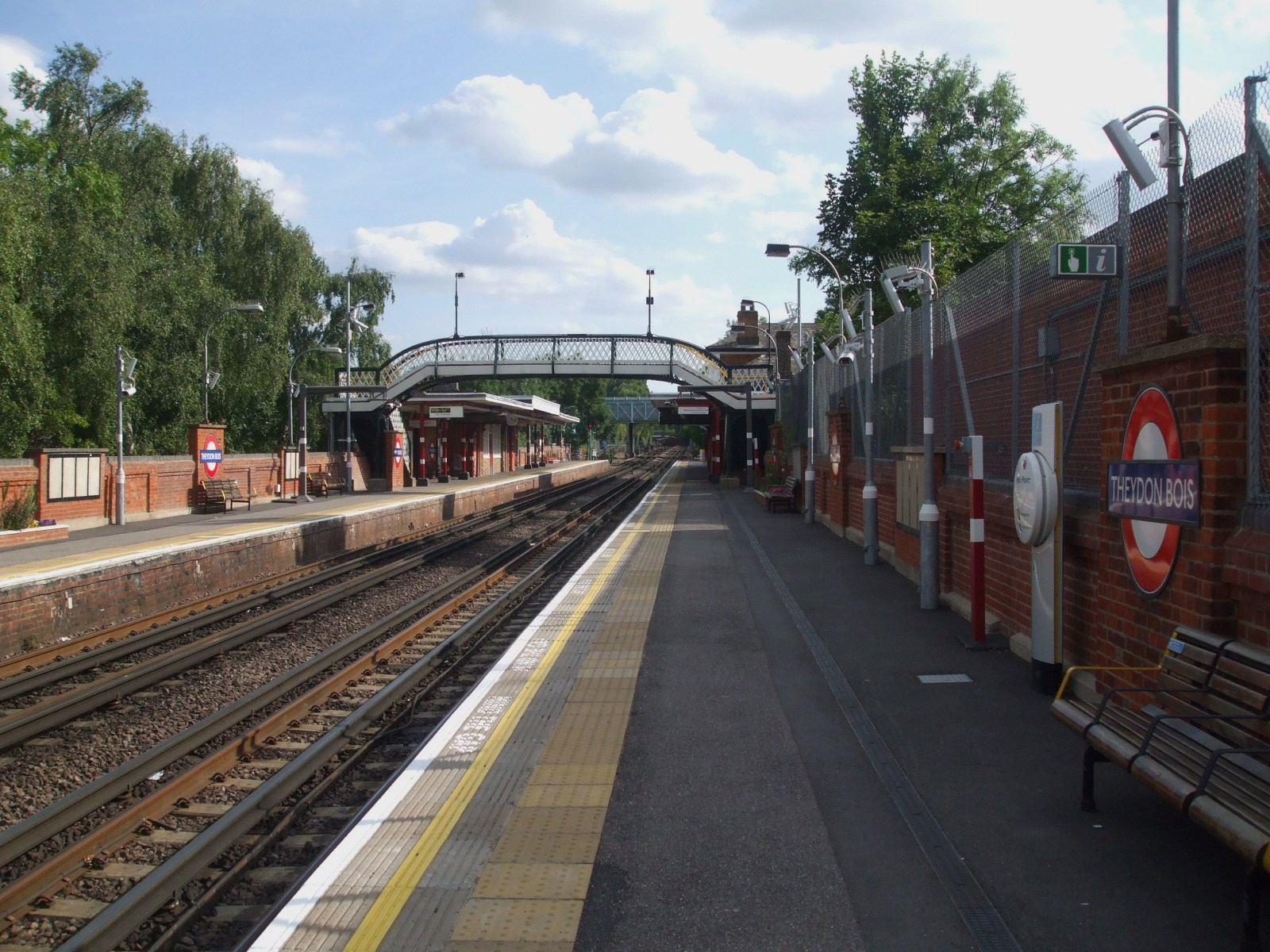
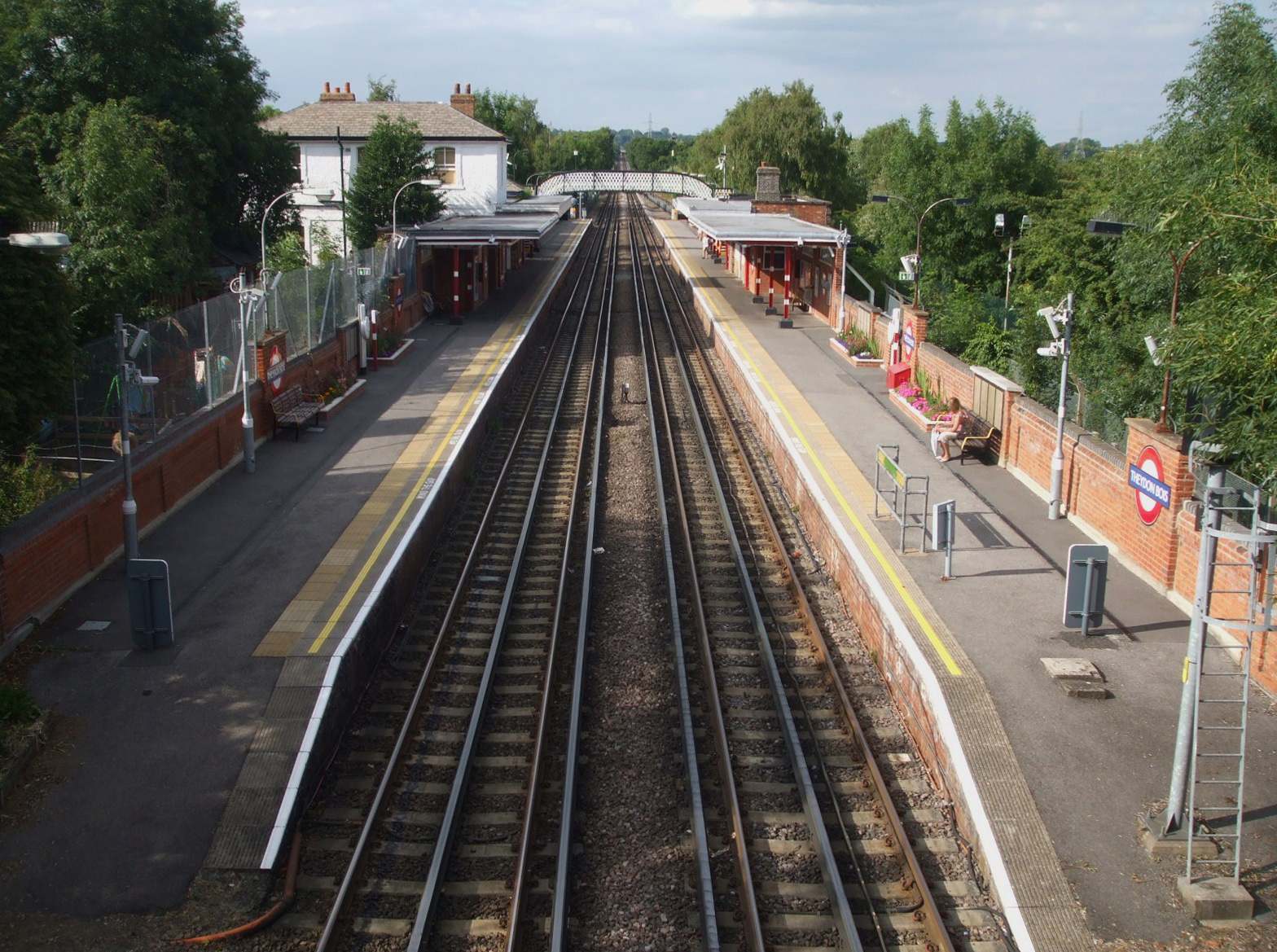
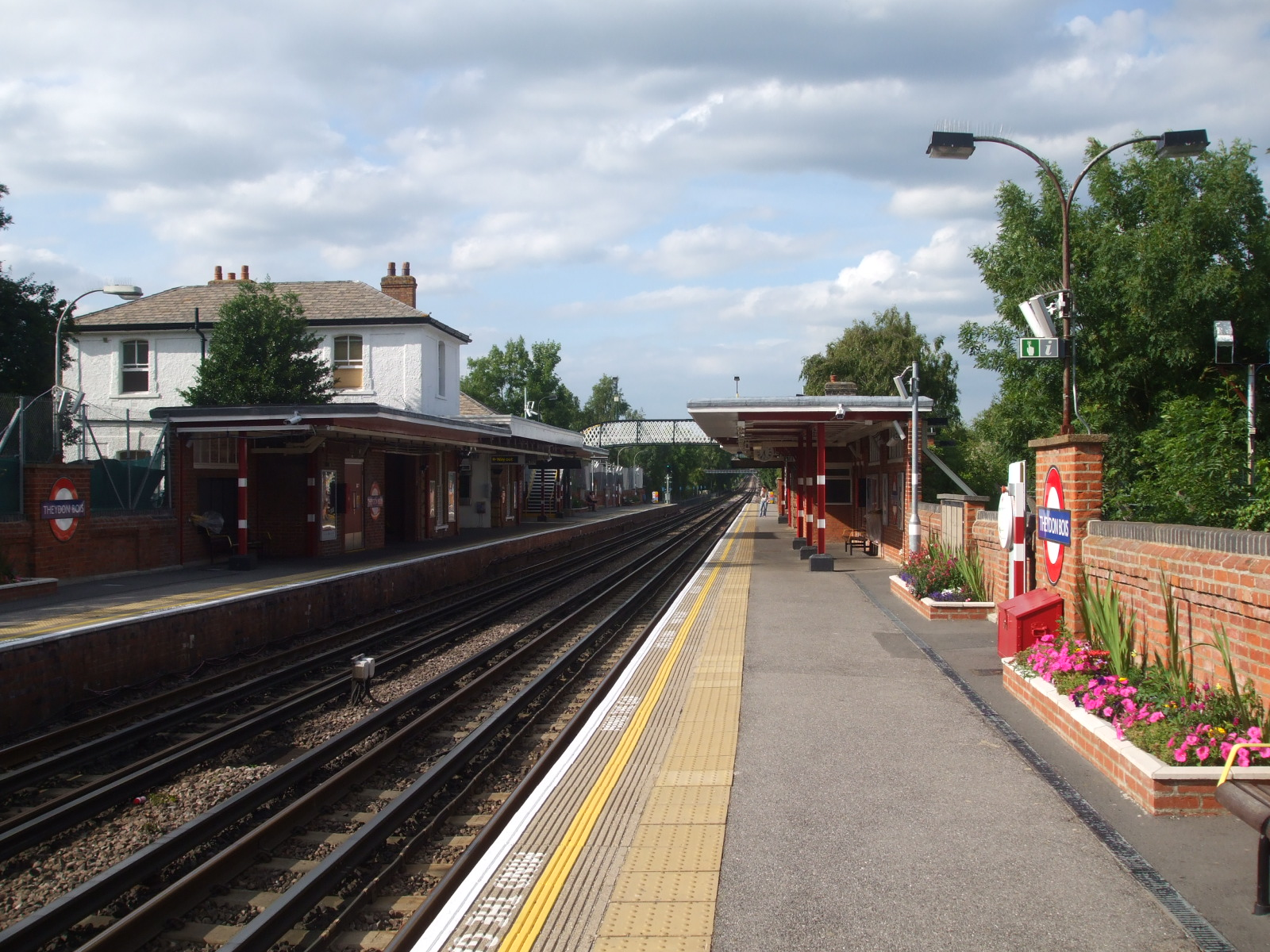